# Richard Williams (animatore)
Richard Edmund Williams (Toronto, 19 marzo 1933 – Bristol, 16 agosto 2019) è stato un animatore e regista canadese, noto principalmente per essere stato il direttore dell'animazione di Chi ha incastrato Roger Rabbit (1988) e per il suo film, completato dopo diversi decenni a causa di varie case d’animazione che non si vollero occupare del progetto, The Thief and the Cobbler (1993).
Lavorò anche alle sequenze dei titoli di testa di vari film, tra cui Ciao Pussycat (1965), Dolci vizi al foro (1966), I seicento di Balaklava (1968), La Pantera Rosa colpisce ancora (1975) e La Pantera Rosa sfida l'ispettore Clouseau (1976).
Nel 2002 ha pubblicato The Animator's Survival Kit, un autorevole manuale di tecniche e metodi relativi all'animazione, che da allora è anche stato raccolto in un cofanetto da 16 DVD e in un'app per iOS.
Dal 2008 ha lavorato come artista soggiornando alla Aardman Animations a Bristol, nel 2015 è stato candidato sia per gli Oscar che per il BAFTA per il miglior corto animato Prologue.

## Vita privata
Dopo aver sposato la quarta moglie, visse con lei nel Regno Unito, rimanendovi fino alla morte, avvenuta nel 16 agosto del 2019 di cancro. Da tre dei suoi matrimoni nacquero sei figli, tra cui Alexander Williams, anch'egli divenuto animatore.

## Filmografia parziale

### Animatore
- Chi ha incastrato Roger Rabbit (Who Framed Roger Rabbit), regia di Robert Zemeckis (1988)
- The Thief and the Cobbler (1993) - incompiuto, anche sceneggiatore, produttore, regista
- Circus Drawings – cortometraggio (2010)
- Prologue – cortometraggio (2015)

### Attore
- Chi ha incastrato Roger Rabbit (Who Framed Roger Rabbit), regia di Robert Zemeckis, nel ruolo di Droopy (1988)
- Una grossa indigestione (Tummy Trouble), regia di Rob Minkoff e Frank Marshall, nel ruolo di Droopy (1989)
- The Thief and the Cobbler, regia di Richard Williams, nel ruolo di Zig Zag, solo alcune battute (1993)

### Regista
- The Little Island (1958)
- Love Me, Love Me, Love Me (1962)
- A Lecture Of Man (1962)
- The Apple (1963)
- The Ever-Changing Motor Car (1965)
- The Dermis Probe (1965)
- The Sailor and the Devil (1965)
- A Christmas Carol (1971)
- Raggedy Ann and Andy: A Musical Adventure (1977)
- The Thief and the Cobbler (1993) - incompiuto, anche sceneggiatore, produttore, capo animatore
- Prologue (2015)

## Riconoscimenti
- Premio Oscar[2]
  - 1973 – Miglior cortometraggio d'animazione per A Christmas Carol
  - 1989 – Migliori effetti speciali per Chi ha incastrato Roger Rabbit
  - 1989 – Special Achievement Award per Chi ha incastrato Roger Rabbit
  - 2016 – Candidatura al miglior cortometraggio d'animazione per Prologue

- BAFTA
  - 1989 – Migliori effetti speciali per Chi ha incastrato Roger Rabbit
  - 2016 – Miglior cortometraggio d'animazione per Prologue